# Llista de resolucions del Consell de Seguretat de les Nacions Unides 1901 a la 2000
Aquesta és una llista entre les resolucions 1901 a 2000 del Consell de Seguretat de les Nacions Unides aprovades entre el 16 de desembre de 2009 i el 27 de juliol de 2011.
| Resolució      | Data                   | Votació                                                     | Assumpte |
| -------------- | ---------------------- | ----------------------------------------------------------- | --- |
| Resolució 1901 | 16 de desembre de 2009 | 15–0–0                                                      | Termes dels jutges en el Tribunal Penal Internacional per a Ruanda |
| Resolució 1902 | 17 de desembre de 2009 | 15–0–0                                                      | Estén el mandat de l'Oficina Integrada de les Nacions Unides a Burundi                                                                                                   |
| Resolució 1903 | 17 de desembre de 2009 | 15–0–0                                                      | Aixeca l'embargament d'armes a Libèria, renovació de prohibició de viatjar a certs funcionaris; estén el mandat del panell d'experts                                     |
| Resolució 1904 | 17 de desembre de 2009 | 15–0–0                                                      | Règim de sancions contra Al-Qaeda, els Talibans i grups associats |
| Resolució 1905 | 21 de desembre de 2009 | 15–0–0                                                      | Estén acords relacionats al Fons pel Desenvolupament de l'Iraq |
| Resolució 1906 | 23 de desembre de 2009 | 15–0–0                                                      | Estén el mandat de la Missió de les Nacions Unides a la República Democràtica del Congo                                                                                  |
| Resolució 1907 | 23 de desembre de 2009 | 13–1–1 (en contra: Líbia; abstenció: Xina)                  | Sanciona a Eritrea pel seu paper a Somàlia i la seva negació de retirar tropes de la frontera amb Djibouti                                                               |
| Resolució 1908 | 19 de gener de 2010    | 15–0–0                                                      | Incrementa la mesura de la Missió d'Estabilització de les Nacions Unides a Haití a conseqüència del terratrèmol a Haití                                                  |
| Resolució 1909 | 21 de gener de 2010    | 15–0–0                                                      | Estén el mandat de Missió de les Nacions Unides al Nepal i plans per la seva retirada                                                                                    |
| Resolució 1910 | 28 de gener de 2010    | 15–0–0                                                      | Estén el mandat de la Missió de la Unió Africana a Somàlia |
| Resolució 1911 | 28 de gener de 2010    | 15–0–0                                                      | Estén el mandat de l'Operació de les Nacions Unides a Costa d'Ivori durant les eleccions presidencials                                                                   |
| Resolució 1912 | 26 de febrer de 2010   | 15–0–0                                                      | Estén el mandat de la Missió Integrada de les Nacions Unides a Timor Oriental; reconfiguració del component de policia                                                   |
| Resolució 1913 | 12 de març de 2010     | 15–0–0                                                      | Estén el mandat de la Missió de les Nacions Unides a la República Centreafricana i al Txad                                                                               |
| Resolució 1914 | 18 de març de 2010     | 15–0–0                                                      | Vacants i eleccions a la Cort Internacional de Justícia |
| Resolució 1915 | 18 de març de 2010     | 15–0–0                                                      | Increment temporal en el nombre de jutges al Tribunal Penal Internacional per a l'antiga Iugoslàvia                                                                      |
| Resolució 1916 | 19 de març de 2010     | 15–0–0                                                      | Estén i expandeix el mandat del Grup de Monitorització a Somàlia per incloure provisions contra Eritrea                                                                  |
| Resolució 1917 | 22 de març de 2010     | 15–0–0                                                      | Estén el mandat de Missió d'Assistència de les Nacions Unides a l'Afganistan; esforços de recuperació                                                                    |
| Resolució 1918 | 27 d'abril de 2010     | 15–0–0                                                      | Crida a tots els estats a criminalitzar la pirateria sota lleis nacionals                                                                                                |
| Resolució 1919 | 29 d'abril de 2010     | 15–0–0                                                      | Estén el mandat de la Missió de les Nacions Unides al Sudan |
| Resolució 1920 | 30 d'abril de 2010     | 15–0–0                                                      | Estén el mandat de la Missió de Nacions Unides pel Referèndum al Sàhara Occidental                                                                                       |
| Resolució 1921 | 12 de maig de 2010     | 15–0–0                                                      | Estén el mandat de la Missió de les Nacions Unides al Nepal; preparacions per la retirada                                                                                |
| Resolució 1922 | 12 de maig de 2010     | 15–0–0                                                      | Estén el mandat de la Missió de les Nacions Unides a la República Centreafricana i al Txad                                                                               |
| Resolució 1923 | 25 de maig de 2010     | 15–0–0                                                      | Retirada de la Missió de les Nacions Unides a la República Centreafricana i al Txad                                                                                      |
| Resolució 1924 | 27 de maig de 2010     | 15–0–0                                                      | Estén el mandat de l'Operació de les Nacions Unides a Costa d'Ivori |
| Resolució 1925 | 28 de maig de 2010     | 15–0–0                                                      | Estén el mandat de Missió de les Nacions Unides a la República Democràtica del Congo; reducció d'efectiu; reanomenament de la força                                      |
| Resolució 1926 | 2 de juny de 2010      | 15–0–0                                                      | Vacants i eleccions al Cort Internacional de Justícia |
| Resolució 1927 | 4 de juny de 2010      | 15–0–0                                                      | Desplegament addicional de policia com a part de la Missió d'Estabilització de les Nacions Unides a Haití                                                                |
| Resolució 1928 | 7 de juny de 2010      | 15–0–0                                                      | Estén el mandat del panell d'experts controlant sancions contra Corea del Nord                                                                                           |
| Resolució 1929 | 9 de juny de 2010      | 12–2–1 (en contra: Brasil, Turquia; abstenció: Líban)       | Sancions a l'Iran pel seu programa nuclear |
| Resolució 1930 | 15 de juny de 2010     | 14–1–0 (en contra: Turquia)                                 | Estén el mandat de la Força de les Nacions Unides pel Manteniment de la Pau a Xipre                                                                                      |
| Resolució 1931 | 29 de juny de 2010     | 15–0–0                                                      | Estén mandat dels jutges al Tribunal Penal Internacional per a l'antiga Iugoslàvia                                                                                       |
| Resolució 1932 | 29 de juny de 2010     | 15–0–0                                                      | Estén mandat dels jutges al Tribunal Penal Internacional per a Ruanda |
| Resolució 1933 | 30 de juny de 2010     | 15–0–0                                                      | Estén i expandeix el mandat de l'Operació de les Nacions Unides a Costa d'Ivori i forces franceses de suport                                                             |
| Resolució 1934 | 30 de juny de 2010     | 15–0–0                                                      | Estén el mandat de la Força de les Nacions Unides d'Observació de la Separació                                                                                           |
| Resolució 1935 | 30 de juliol de 2010   | 15–0–0                                                      | Estén el mandat de l'Operació Conjunta Unió Africana-Nacions Unides al Darfur                                                                                            |
| Resolució 1936 | 5 d'agost de 2010      | 15–0–0                                                      | Estén el mandat de la Missió d'Assistència de les Nacions Unides a l'l'Iraq                                                                                              |
| Resolució 1937 | 30 d'agost de 2010     | 15–0–0                                                      | Estén el mandat de la UNIFIL |
| Resolució 1938 | 15 de setembre de 2010 | 15–0–0                                                      | Estén el mandat de la Missió de les Nacions Unides a Libèria |
| Resolució 1939 | 15 de setembre de 2010 | 15–0–0                                                      | Estén el mandat de la Missió de les Nacions Unides al Nepal per una fase final                                                                                           |
| Resolució 1940 | 29 de setembre de 2010 | 15–0–0                                                      | Aixecament de l'embargament d'armes i restants sancions contra Sierra Leone                                                                                              |
| Resolució 1941 | 29 de setembre de 2010 | 15–0–0                                                      | Estén el mandat de l'Oficina de les Nacions Unides per a la Consolidació de la Pau a Sierra Leone                                                                        |
| Resolució 1942 | 29 de setembre de 2010 | 15–0–0                                                      | Autoritza increment temporal del personal del contingent militar i policial de l'Operació de les Nacions Unides a Costa d'Ivori                                          |
| Resolució 1943 | 13 d'octubre de 2010   | 15–0–0                                                      | Estén autorització de la Força Internacional d'Assistència i de Seguretat a Afganistan                                                                                   |
| Resolució 1944 | 14 d'octubre de 2010   | 15–0–0                                                      | Estén el mandat de la Missió d'Estabilització de les Nacions Unides a Haití                                                                                              |
| Resolució 1945 | 14 d'octubre de 2010   | 14–0–1 (abstenció: Xina)                                    | Estén el mandat del panell d'experts vigilant les sancions contra grups al Darfur, Sudan                                                                                 |
| Resolució 1946 | 15 d'octubre de 2010   | 15–0–0                                                      | Estén el mandat del panell d'experts i sancions contra Costa d'Ivori |
| Resolució 1947 | 29 d'octubre de 2010   | 15–0–0                                                      | Reafirma el paper de la Comissió de Consolidació de la Pau |
| Resolució 1948 | 18 de novembre de 2010 | 15–0–0                                                      | Estén el mandat d'EUFOR Althea a Bòsnia i Hercegovina |
| Resolució 1949 | 23 de novembre de 2010 | 15–0–0                                                      | Estén el mandat de l'Oficina Integrada de les Nacions Unides per la Consolidació de la Pau a Guinea Bissau                                                               |
| Resolució 1950 | 23 de novembre de 2010 | 15–0–0                                                      | Reautoriza estats a intervenir en actes de Pirateria a les costes de Somàlia                                                                                             |
| Resolució 1951 | 24 de novembre de 2010 | 15–0–0                                                      | Redistribució temporal d'unitats de la Missió de les Nacions Unides a Libèria a l'Operació de les Nacions Unides a Costa d'Ivori                                         |
| Resolució 1952 | 29 de novembre de 2010 | 15–0–0                                                      | Estén embargament d'armes i altres sancions contra la República Democràtica del Congo                                                                                    |
| Resolució 1953 | 14 de desembre de 2010 | 14–1–0 (en contra: Turquia)                                 | Estén el mandat de la Força de les Nacions Unides pel Manteniment de la Pau a Xipre                                                                                      |
| Resolució 1954 | 14 de desembre de 2010 | 15–0–0                                                      | Estén mandat dels jutges al Tribunal Penal Internacional per a l'antiga Iugoslàvia                                                                                       |
| Resolució 1955 | 14 de desembre de 2010 | 15–0–0                                                      | Estén mandat dels jutges al Tribunal Penal Internacional per a Ruanda; increment temporal dels jutges ad litem                                                           |
| Resolució 1956 | 15 de desembre de 2010 | 15–0–0                                                      | Acaba arranjaments pel Fons pel Desenvolupament de l'Iraq; arranjaments successors de les exportacions de petroli i gas                                                  |
| Resolució 1957 | 15 de desembre de 2010 | 15–0–0                                                      | Acaba restriccions sobre les armes de destrucció massiva i activitats nuclears civils contra l'Iraq                                                                      |
| Resolució 1958 | 15 de desembre de 2010 | 14–0–1 (abstenció: França)                                  | Acaba les activitats residuals del Programa Petroli per Aliments iraquià                                                                                                 |
| Resolució 1959 | 16 de desembre de 2010 | 15–0–0                                                      | Estableix l'Oficina de les Nacions Unides a Burundi |
| Resolució 1960 | 16 de desembre de 2010 | 15–0–0                                                      | Sol·licita informació sobre les parts sospitosa d'implicació en abús sexual en conflictes armats                                                                         |
| Resolució 1961 | 17 de desembre de 2010 | 15–0–0                                                      | Renova embargament d'armes i sancions de viatjar contra Libèria |
| Resolució 1962 | 20 de desembre de 2010 | 15–0–0                                                      | Estén el mandat de la Operació de les Nacions Unides a Costa d'Ivori; Demanda respecte pel resultat de les eleccions                                                     |
| Resolució 1963 | 20 de desembre de 2010 | 15–0–0                                                      | Continua la Direcció Executiva de la Comissió contra el Terrorisme sota la direcció del Comitè Contra el Terrorisme                                                      |
| Resolució 1964 | 22 de desembre de 2010 | 15–0–0                                                      | Estén autorització de la Missió de la Unió Africana a Somàlia; incrementa la mida de la força                                                                            |
| Resolució 1965 | 22 de desembre de 2010 | 15–0–0                                                      | Estén el mandat de la Força de les Nacions Unides d'Observació de la Separació                                                                                           |
| Resolució 1966 | 22 de desembre de 2010 | 14–0–1 (abstenció: Rússia)                                  | Estableix mecanisme residual per acabar les tasques residuals del Tribunal Penal Internacional per a Ruanda i del Tribunal Penal Internacional per a l'antiga Iugoslàvia |
| Resolució 1967 | 19 de gener de 2011    | 15–0–0                                                      | Autoritza increment de la força de l'Operació de les Nacions Unides a Costa d'Ivori                                                                                      |
| Resolució 1968 | 16 de febrer de 2011   | 15–0–0                                                      | Estén redistribució de tropes de la Missió de les Nacions Unides a Libèria a l'Operació de les Nacions Unides a Costa d'Ivori                                            |
| Resolució 1969 | 24 de febrer de 2011   | 15–0–0                                                      | Estén el mandat de la Missió Integrada de les Nacions Unides a Timor Oriental                                                                                            |
| Resolució 1970 | 26 de febrer de 2011   | 15–0–0                                                      | Imposa sancions al règim de la Líbia de Muammar Gaddafi pels seus intents de reprimir un aixecament                                                                      |
| Resolució 1971 | 3 de març de 2011      | 15–0–0                                                      | Retirada del contingent de la Missió de les Nacions Unides a Libèria que protegia el Tribunal Especial per Sierra Leone                                                  |
| Resolució 1972 | 17 de març de 2011     | 15–0–0                                                      | Eximeix temporalment el treball d'organitzacions humanitàries a Somàlia de les sancions financeres                                                                       |
| Resolució 1973 | 17 de març de 2011     | 10–0–5 (abstencions: Xina, Rússia, Brasil, Alemanya, Índia) | Autoritza l'ús d'una zona d'exclusió aèria sobre Líbia, amb la tasca explícita de protegir la població civil                                                             |
| Resolució 1974 | 22 de març de 2011     | 15–0–0                                                      | Estén el mandat de la Missió d'Assistència de les Nacions Unides a l'Afganistan                                                                                          |
| Resolució 1975 | 30 de març de 2011     | 15–0–0                                                      | Imposa sancions al règim ivorià de Laurent Gbagbo per refusar abandonar el poder                                                                                         |
| Resolució 1976 | 11 d'abril de 2011     | 15–0–0                                                      | Decideix considerar tribunals especials per jutjar la pirateria a la costa de Somàlia                                                                                    |
| Resolució 1977 | 20 d'abril de 2011     | 15–0–0                                                      | Estén el mandat del Comitè de la Resolució 1540 sobre la no proliferació d'armes de destrucció massiva                                                                   |
| Resolució 1978 | 27 d'abril de 2011     | 15–0–0                                                      | Estén el mandat de la Missió de les Nacions Unides al Sudan |
| Resolució 1979 | 27 d'abril de 2011     | 15–0–0                                                      | Estén el mandat de la Missió de Nacions Unides pel Referèndum al Sàhara Occidental                                                                                       |
| Resolució 1980 | 28 d'abril de 2011     | 15–0–0                                                      | Renova embargament d'armes, prohibició de comerç de diamants contra Costa d'Ivori                                                                                        |
| Resolució 1981 | 13 de maig de 2011     | 15–0–0                                                      | Estén el mandat de l'Operació de les Nacions Unides a Costa d'Ivori i desplegament temporal des de Libèria                                                               |
| Resolució 1982 | 17 de maig de 2011     | 15–0–0                                                      | Estén el mandat del panell d'experts controlant l'embargament d'armes i altres sancions contra Sudan                                                                     |
| Resolució 1983 | 7 de juny de 2011      | 15–0–0                                                      | Inclusió de la prevenció, tractament, cura del VIH/SIDA i suport en missions de pau                                                                                      |
| Resolució 1984 | 9 de juny de 2011      | 14–0–1 (abstenció: Líban)                                   | Estén el mandat del panell d'experts controlant sancions contra Iran |
| Resolució 1985 | 10 de juny de 2011     | 15–0–0                                                      | Estén el mandat del panell d'experts controlant sancions contra Corea del Nord                                                                                           |
| Resolució 1986 | 13 de juny de 2011     | 15–0–0                                                      | Estén el mandat de la Força de les Nacions Unides pel Manteniment de la Pau a Xipre                                                                                      |
| Resolució 1987 | 17 de juny de 2011     | Aprovada per aclamació                                      | Recomana Ban Ki-moon per un segon mandat com a Secretari General de les Nacions Unides                                                                                   |
| Resolució 1988 | 17 de juny de 2011     | 15–0–0                                                      | Divideix les funcions del Comitè de Sancions a Al-Qaida i Talibans; sancions referents als Talibans                                                                      |
| Resolució 1989 | 17 de juny de 2011     | 15–0–0                                                      | Divideix les funcions del Comitè de Sancions a Al-Qaida i Talibans; sancions referents a Al-Qaeda                                                                        |
| Resolució 1990 | 27 de juny de 2011     | 15–0–0                                                      | Estableix la Força Provisional de Seguretat de les Nacions Unides per a Abyei a la zona fronterera entre Sudan i Sudan del Sud                                           |
| Resolució 1991 | 28 de juny de 2011     | 15–0–0                                                      | Perllonga la Missió d'Estabilització de les Nacions Unides a la República Democràtica del Congo                                                                          |
| Resolució 1992 | 29 de juny de 2011     | 15–0–0                                                      | Estén desplegament d'helicòpters de la Missió de les Nacions Unides a Libèria a l'Operació de les Nacions Unides a Costa d'Ivori                                         |
| Resolució 1993 | 29 de juny de 2011     | 15–0–0                                                      | Estén mandat dels jutges al Tribunal Penal Internacional per a l'antiga Iugoslàvia                                                                                       |
| Resolució 1994 | 30 de juny de 2011     | 15–0–0                                                      | Estén el mandat de la Força de les Nacions Unides d'Observació de la Separació                                                                                           |
| Resolució 1995 | 6 de juliol de 2011    | 15–0–0                                                      | Permet que els jutges temporals del Tribunal Penal Internacional per a Ruanda votin i es presentessin com a candidats a la presidència                                   |
| Resolució 1996 | 8 de juliol de 2011    | 15–0–0                                                      | Estableix Missió de les Nacions Unides al Sudan del Sud |
| Resolució 1997 | 11 de juliol de 2011   | 15–0–0                                                      | Autoritza la clausura de la Missió de les Nacions Unides al Sudan |
| Resolució 1998 | 12 de juliol de 2011   | 15–0–0                                                      | Condemna atacs contra escoles i hospitals en conflicte armat |
| Resolució 1999 | 13 de juliol de 2011   | Aprovada sense votació                                      | Recomana l'admissió de Sudan del Sud a les Nacions Unides |
| Resolució 2000 | 27 de juliol de 2011   | 15–0–0                                                      | Estén el mandat de l'Operació de les Nacions Unides a Costa d'Ivori |